# „Fumuri” la Harvard
„Fumuri” la Harvard (în engleză How High) este un film american de comedie din 2001, cu Method Man și Redman în rolurile principale, scris de Dustin Lee Abraham și regizat de Jesse Dylan (debut regizoral). În film, Redman și Method Man portretizează doi consumatori de canabis care sunt vizitați de fantoma unui prieten decedat după ce i-au fumat cenușa.